# Mesquita de Badshahi
La mesquita de Badshahi (panjabi: بادشاہی مسجد, ‘Mesquita Imperial’) és una mesquita situada a Lahore feta per encàrrec del sisè emperador mogol, Aurangzeb. Actualment és la segona mesquita més gran del Pakistan i la cinquena més gran del món. És el monument més icònic i famós de Lahore, i una atracció turística important.
Va ser construïda entre 1671 i 1673 durant el govern d’Aurangzeb, davant del Fort de Lahore, als afores nord de la històrica ciutat emmurallada. És considerat com un dels monuments més emblemàtics del Pakistan. Era la tercera mesquita més gran del mon, quan es va construir. Continua sent la mesquita més gran de l'època mogol i la tercera mesquita més gran del Pakistan.
El 1799, durant el govern de Ranjit Singh de l’Imperi Sikh, el pati de la mesquita es va utilitzar per al culte. Quan l’Imperi Britànic va prendre el control de Lahore el 1846, va ser utilitzada com a guarnició fins al 1852. Posteriorment, es va establir l'Autoritat de la Mesquita de Badshahi per supervisar la seva restauració com a lloc de culte. Ara és un dels llocs més emblemàtics del Pakistan.
El pla arquitectònic de la mesquita d'Aurangzeb és similar al de la mesquita aljama que va manar construir el seu pare, Xa Jahan, a Delhi, la Jama Masjid; tot i que és considerablement més gran. També serveix com un idgah. El pati, de més de 25.500 metres quadrats, pot arribar a acomodar fins a 100.000 creients; 10.000 poden ser acomodats dins la mesquita. Els minarets fan 60 metres d'alçada. El 1993, el govern de Pakistan va incloure la mesquita de Badshahi com a possible candidat a ser Patrimoni de la Humanitat de la UNESCO.

## Localització
La mesquita es troba a la Ciutat Emmurallada de Lahore, Pakistan, al davant de la Porta d'Alamgiri de la Fortalesa de Lahore. La Hazuri Bagh separa la mesquita i la fortalesa. A la part oriental del jardí hi ha una de les tretze portes de lahore, la Porta de Roshnai. La tomba de Muhammad Iqbal es troba al costat de la mesquita.

## Història
El sisè emperador mogol, Aurangzeb, va escollir Lahore com a lloc per a la seva nova mesquita. Aurangzeb, a diferència dels emperadors anteriors, no va ser un gran mecenes de l'art i l'arquitectura i, en canvi, es va centrar, durant gran part del seu regnat, en diverses conquestes militars que van enfortir el regne mogol. La mesquita va ser construïda per commemorar les campanyes militars d'Aurangzeb al sud de l'Índia, en particular contra el governant maratha Shivaji. Com a símbol de la importància de la mesquita, va ser construïda just davant del Fort de Lahore i la seva Porta d'Alamgiri, que va ser construïda simultàniament per Aurangzeb durant la construcció de la mesquita.
La mesquita va ser encarregada el 1671, i la construcció va ser supervisada pel germà adoptiu de l'emperador i governador de Lahore, Muzaffar Hussein, també conegut amb el nom de Fidai Khan Koka. Després de només dos anys de construcció, la mesquita es va inaugurar el 1673.

### Era sikh
El 7 de juliol de 1799, l'exèrcit sikh de Ranjit Singh va prendre el control de Lahore. Després de la captura de la ciutat, el maharajà Ranjit Singh va reparar la mesquita. El 1818, va construir un edifici de marbre al Hazuri Bagh davant de la mesquita, conegut com el Hazuri Bagh Baradari, que va utilitzar com a cort reial oficial d'audiència. Les lloses de marbre per al baradari poden haver estat saquejades pels sikhs d'altres monuments de Lahore. El 1839, després de la seva mort, el seu fill i successor, Kharak Singh, va iniciar la construcció d'un samadhi en la seva memòria en un lloc adjacent a la mesquita.
Durant la Primera Guerra Anglo-Sikh de 1841, el fill de Ranjit Singh, Sher Singh, va utilitzar els grans minarets de la mesquita per col·locar-hi zamburahs o canons lleugers que es van utilitzar per bombardejar els partidaris de Chand Kaur, que s'havien refugiat al fort assetjat de Lahore. En un d'aquests bombardejos, el Diwan-e-Aam (Sala d'Audiència Pública) del fort va ser destruït, però posteriorment va ser reconstruït a l’època britànica. Durant aquest temps, Henri de La Rouche, un oficial de cavalleria francès empleat a l'exèrcit de Sher Singh, també va utilitzar un túnel que connectava la mesquita de Badshahi amb el fort de Lahore per emmagatzemar temporalment pólvora.

### Domini britànic
El 1849, els britànics van prendre el control de Lahore a l'Imperi Sikh. Durant el Raj britànic, la mesquita i el fort adjacent van continuar sent utilitzats com a guarnició militar. Les 80 cel·les construïdes a les parets que envoltaven el seu vast pati van ser demolides pels britànics després de la Rebel·lió índia de 1857, per evitar que fossin utilitzades per a activitats anti-britàniques. Les cel·les van ser substituïdes per arcades obertes conegudes com a dalans.
A causa del creixent ressentiment musulmà contra l'ús de la mesquita com a guarnició militar, amb l'ajuda de Khan Bahadur Nawab Barkat Ali Khan, els britànics van establir l'Autoritat de la Mesquita de Badshahi el 1852 per supervisar la restauració i restablir-la com a lloc de culte religiós. A partir de llavors, es van dur a terme reparacions a trossos sota la supervisió de l'Autoritat de la Mesquita de Badshahi. L'edifici va ser oficialment retornat a la comunitat musulmana per John Lawrence, que era el virrei de l'Índia. L'edifici va ser llavors rehabilitat com a mesquita.
L'abril de 1919, després de la massacre d'Amritsar, una multitud mixta de sikhs, hindús i musulmans, d'entre 25.000 i 35.000 persones, es va reunir al pati de la mesquita en senyal de protesta. A l'esdeveniment, Khalifa Shuja-ud-Din, que més tard es convertiria en president de l’Assemblea Provincial del Punjab, va llegir un discurs de Gandhi.
Les reparacions exhaustives van començar a partir del 1939, quan Sikandar Hayat Khan va començar a recaptar fons per a aquest propòsit. La renovació va ser supervisada per l'arquitecte Nawab Alam Yar Jung Bahadur. Com que Khan va ser principalment acreditat per les extenses restauracions de la mesquita, va ser enterrat al costat de la mesquita, al Hazuri Bagh.

### Postindependència
Les obres de restauració iniciades el 1939 van continuar després de la independència del Pakistan i es van completar el 1960 amb un cost total de 4,8 milions de rupies.
Amb motiu de la 2a Cimera Islàmica celebrada a Lahore el 22 de febrer de 1974, trenta-nou caps d'estat musulmans van oferir les seves oracions del divendres a la mesquita de Badshahi, incloent-hi, entre d'altres, Zulfiqar Ali Bhutto del Pakistan, Faisal de l'Aràbia Saudita, Muammar Gaddafi, Yasser Arafat i Sabah III Al-Salim Al-Sabah de Kuwait. El 1993, la mesquita de Badshahi va ser inclosa en una llista provisional com a Patrimoni de la Humanitat de la UNESCO. L'any 2000, es va reparar la incrustació de marbre de la sala d'oració principal. El 2008 es van iniciar les obres de substitució de les rajoles de gres vermell del gran pati de la mesquita, utilitzant gres vermell importat de la font mogol original prop de Jaipur, a l’estat indi de Rajasthan.

## Arquitectura
Com a porta d'entrada a occident, i a Pèrsia en particular, Lahore tenia un fort estil regional molt influenciat pels estils arquitectònics perses. Les mesquites anteriors, com la mesquita de Wazir Khan, estaven adornades amb intricats kashi kari, o rajoles d'estil Kashan, dels quals partiria la mesquita de Badshahi. Aurangzeb va triar un pla arquitectònic similar al que Shah Jahan havia triat per a la Jama Masjid de Delhi, tot i que va construir la mesquita de Badshahi a una escala molt més gran. Ambdues mesquites són de gres vermell amb incrustacions de marbre blanc, cosa que s'allunya del disseny típic de les mesquites de Lahore, en què la decoració es fa mitjançant un intricat treball de rajoles.

### Entrada del complex
L'entrada al complex de la mesquita es fa a través d'un edifici de dos pisos construït amb gres vermell que està bellament i elaboradament decorat amb panells emmarcats i tallats a cadascuna de les seves façanes. L'edifici presenta una muqarna, un element arquitectònic de l'Orient Mitjà que es va introduir per primera vegada a l'arquitectura mogol amb la construcció de la propera i ornamentada mesquita de Wazir Khan.
El nom complet de la mesquita, Masjid Abul Zafar Muhy-ud-Din Mohammad Alamgir Badshah Ghazi, està escrit en marbre incrustat sobre l'entrada voltada. La porta de la mesquita està orientada a l'est, cap a la Porta Alamgiri del Fort de Lahore, que també va ser encarregada per Aurangzeb. L'entrada massiva i la mesquita estan situades sobre un pedestal, al qual s'accedeix per un tram de 22 esglaons a la porta principal de la mesquita. La porta d'entrada en si conté diverses cambres que no són accessibles al públic.

### Pati
Després de passar per l'enorme porta, un ampli pati pavimentat amb gres s'estén sobre una superfície de  25.600 m², i que pot acollir 100.000 fidels quan funciona com a Idgah. El pati està tancat per arcades d'una sola nau.

### Sala d'oració

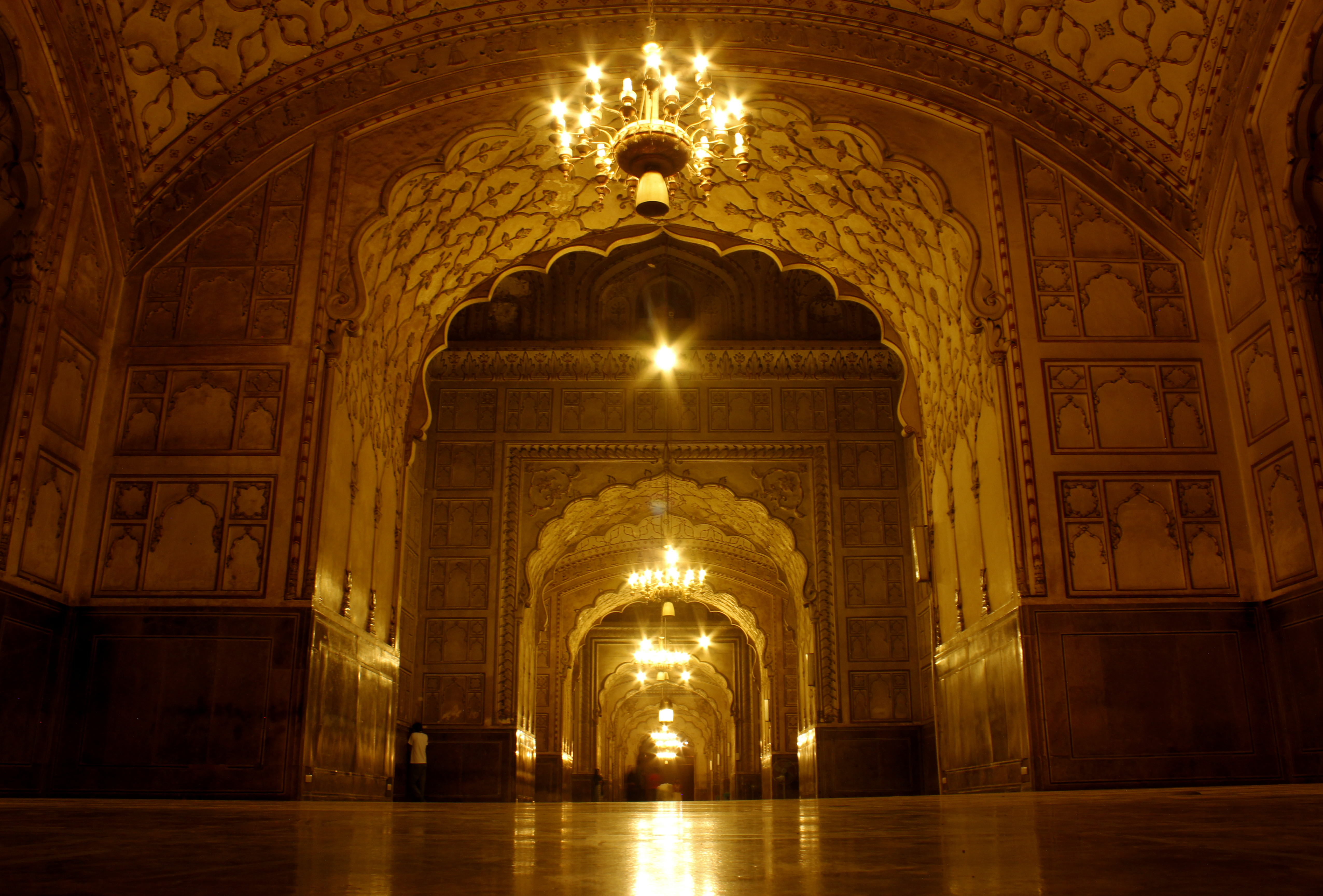
Sala d'oració principal de la mesquita de Badshahi durant la nit

L'edifici principal del lloc també va ser construït amb gres vermell i està decorat amb incrustacions de marbre blanc. La cambra d'oració té un nínxol central amb arc i cinc nínxols que el flanquegen, que són aproximadament un terç de la mida del nínxol central. La mesquita té tres cúpules de marbre, la més gran de les quals es troba al centre de la mesquita i està flanquejada per dues cúpules més petites.
Tant l'interior com l'exterior de la mesquita estan decorats amb un elaborat marbre blanc tallat amb un disseny floral comú a l'art mogol. Les talles de la mesquita de Badshahi es consideren obres úniques i insuperables de l'arquitectura mogol. Les cambres a cada costat de la cambra principal contenen habitacions que s'utilitzaven per a la instrucció religiosa. La mesquita té capacitat per a 10.000 fidels a la sala d'oració.

### Minarets
A cadascuna de les quatre cantonades de la mesquita hi ha minarets octogonals de tres pisos fets de gres vermell que fan 60 m d'alçada, amb una circumferència exterior de  20 m i la circumferència interior és de  2,6 m. Cada minaret està coronat per un baldaquí de marbre. L'edifici principal de la mesquita també compta amb quatre minarets més petits a cada cantonada de l'edifici.

## Ubicació
La mesquita es troba adjacent a la ciutat emmurallada de Lahore, al Pakistan. L'entrada a la mesquita es troba al costat oest del Hazuri Bagh rectangular i dóna a la famosa Porta Alamgiri del Fort de Lahore, que es troba al costat est del Hazuri Bagh. La mesquita també es troba al costat de la Porta de Roshnai, una de les tretze portes originals de Lahore, que es troba al costat sud del Hazuri Bagh.

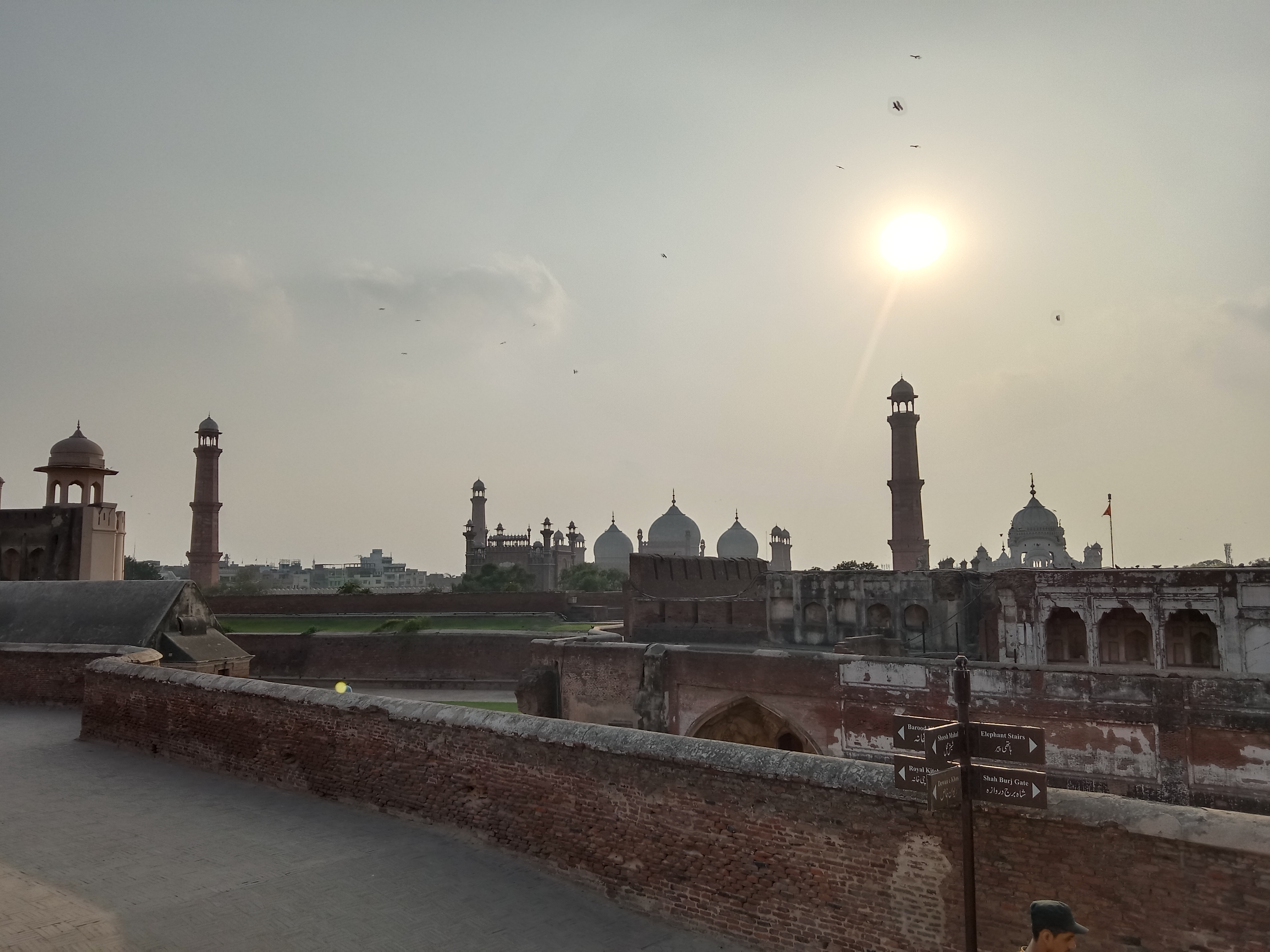
Mesquita de Badshahi vista des del fort de Lahore

Prop de l'entrada de la mesquita es troba la tomba de Muhammad Iqbal, un poeta àmpliament venerat al Pakistan com el fundador del Moviment Pakistanès que va conduir a la creació del Pakistan com a pàtria per als musulmans de l'Índia britànica. També es troba a prop de l'entrada de la mesquita la tomba de Sir Sikandar Hayat Khan, a qui se li atribueix un paper important en la preservació i restauració de la mesquita.